# مايك ريس
مايك ريس (بالإنجليزية: Mike Reiss)‏ هو منتج أفلام وكاتب سيناريو أمريكي، ولد في 15 سبتمبر 1959 في بريستول في الولايات المتحدة.

## وصلات خارجية
- مايك ريس على موقع IMDb (الإنجليزية)
- مايك ريس على موقع قاعدة بيانات الفيلم (الإنجليزية)